# Lomba do Pico
A Lomba do Pico é uma elevação portuguesa localizada na freguesia açoriana das Sete Cidades, concelho de Ponta Delgada, ilha de São Miguel, arquipélago dos Açores.
Este acidente geológico tem o seu ponto mais elevado a 611 metros de altitude acima do nível do mar e faz parte conjuntamente com o Pico da Cruz, a Chã do Marco, o Pico das Éguas e a Serra Devassa, como pontos de mais relevância, do Maciço Montanhoso das Sete cidades.
Localiza-se dentro de uma área densamente arborizada e onde é possível observar uma abundante, variada e riquíssima floresta predominantemente povoada por flora endémica típica da macaronésia. Nesta espaço montanhoso pode ser observada abundantes plantações de Criptomeria.
A associação entre esta flora cada vez mais rara, associada à paisagem envolvente onde se destaca a Lagoa das Sete Cidades, deu origem à criação da Zona de Paisagem Protegida das Sete Cidades.